# Lävulinsäure
Die Lävulinsäure (auch 4-Oxopentansäure, 4-Oxovaleriansäure oder LA) ist eine chemische Verbindung, die zu den γ-Ketosäuren gehört und gleichzeitig deren einfachsten Vertreter darstellt. Der Rest CH3CO(CH2)2-(C=O)- wird als Levulinoyl bezeichnet und in chemischen Strukturformeln als Lev abgekürzt.
Lävulinsäure gilt als wichtige Plattformchemikalie in Bioraffinerien, um fossiles Öl als Rohstoff durch nachwachsende Biomasse, vorzugsweise durch Bioabfall, zu ersetzen. Das Biomassenprogramm der Energieministerium der Vereinigten Staaten betrachtet die Substanz seit 2004 als eine der 12 wichtigsten biobasierten Plattformchemikalien.

## Gewinnung und Darstellung
Lävulinsäure kann in hoher Ausbeute aus der Hexose von Biomasse gewonnen werden.
Der Prozess findet mit Glucose als Zwischenprodukt statt, die zu Fructose und dann zu Hydroxymethylfurfural isomerisieren. 
Auch andere Zuckerderivate wie Levulose (= D-Fructose), Inulin oder Stärke können verwendet werden.
Außerdem kann Lävulinsäure durch Hydrolyse von Cellulose gewonnen werden.
Die Isomerisierung erfolgt durch Kochen in homogenen Katalysatoren wie konzentrierter Salzsäure oder Schwefelsäure. Forschungsarbeiten untersuchen auch Ionische Flüssigkeiten oder heterogene Katalysatoren wie saure Zeolithe. Der Syntheseweg geht über Hydroxymethylfurfural (HMF) als Zwischenprodukt. Als Nebenprodukt entsteht äquimolar Ameisensäure.

Synthese von Lävulinsäure

Santos und Mitautoren (2021) stellten in einem Review, die in der Literatur bekannten Synthesewege mit eingesetztem Biomassensubstrat, Reaktionsbedingungen, Katalysatoren, Ausbeute an Lävulinsäure bezogen auf den Glucose Anteil im Substrat zusammen.

### Verfahrensschritte
Das Unternehmen GF Technologie wendet zur Herstellung von Lävulinsäure den Segetis-Prozess mit folgenden Verfahrensschritten an:
Biomasse (Gras, Weizen, Mais-Kolben, Stroh , Holz , Cellulose , Zuckerrohr, Zuckerrübenabfälle) => Vorbehandlung, Reinigung und Zerkleinerung => Kochen im Reaktor mit konzentriertem Mineralsäurekatalysator => Abkühlung => Filtration zur Nebenprodukt Abtrennung von Lignin und Humin-Stoffen => Flüssig-flüssig Gegenstrom Extraktion mit organischem Lösungsmittel wie Furfural => Abdampfen der Ameisensäure => Lösungsmittel Abtrennung mit Rückführung und Aufkonzentrierung durch Rektifikation => Gewinnung der Lävulinsäure als Sumpfprodukt.

## Eigenschaften
Sie kommt in Form eines kristallinen weißen Feststoffs vor. Sie ist löslich in Wasser, Ethanol und in Ether.

## Verwendung
Lävulinsäure ist als Konservierungsmittel pflanzlichen Ursprungs eine natürliche Alternative zu synthetischem Konservierungsstoff. Es wird in der Kosmetik verwendet, um zu verhindern, dass Mikroorganismen in das Endprodukt gelangen und um eine Mikroben feindliche Umgebung im Produkt zu schaffen. Es wird verwendet, um den pH-Wert zu regulieren. Es hat antiseptische Eigenschaften.
Lävulinsäure ist ein Zusatzstoff, der in Zigaretten verwendet wird, um die Freisetzung von Nicotin im Rauch zu erhöhen und die Bindung von Nicotin an neuronale Rezeptoren zu verbessern.

### Plattformchemikalie

Plattformchemikalien aus Lävulinsäure (im Uhrzeigersinn beginnend Mitte oben:
Methyltetrahydrofuran; Acrylsäure; δ-Amino-Lävulinsäure; Diphenolsäure (DPA); 4-Oxo-2-pentensäure; Lävulinsäureester; 1,4-Pentandiol; β-Angelicalacton; γ-Valerolacton)

Lävulinsäure kann als Plattformchemikalie genutzt werden und ist damit potentieller Vorläufer (Präkursor) verschiedener Substanzen wie:
Furan (Lösungsmittel), Tetrahydrofuran, Furfural (Treibstoff), α-Angelicalacton (Riech- und Duftstoff), γ-Valerolacton (GVL) (Treibstoff-, Brennstoffadditiv), Methyltetrahydrofuran (MeTHF) (Lösungsmittel), 2-Butanon, Natiumlevulinat (Kosmetika), Lävulinsäureester (Lösungsmittel), Acrylsäure (Polymerharz), Acetylacrylsäure, Acetylacetat, 1-Pentanol (Lösungsmittel), Pentan (Kältemittel in Kühlschränken), 1,4-Butandiol (Weichmacher), 1,4-Pentandiol (Polyurethan-Komponente (Plattformchemikalie für Kunstfasern, Kunststoffe)), 1,4-Pentadien (Plattformchemikalie), Pentansäure (Bioplastik aus Polyhydroxyvaleriansäure), Pentanol (Desinfektionsmittel), Nonanon (Aromastoff), Adipinsäure (Polyurethan-Kunststoffe, Nylon), Bernsteinsäure (Geschmacksverstärker), Sebacinsäure (Präkursor für Polyamide), delta-Aminolevulinsäure (DALA) (Herbizid und Pestizid) (Weiße Hautkrebstherapie),  Amino-Levulinsäure-Ketal (Weichmacher), N-Alkylpyrrolidone (Lösungsmittel), Diphenolsäure (DPA, 4,4-Bis(4-hydroxyphenyl)valeriansäure) (Ersatz für Bisphenol A), 5-Bromlävulinsäure (Arzneimittel).

## Hersteller
GFBiochemicals Green Future S.r.l. (Milan, Italien)  übernahm 2015 den Segetis Inc. Prozess und begann mit der kommerziellen Produktion von Lävulinsäure aus Biomasse im Produktionsmaßstab von 2.000 t/a in Caserta, Italien.
Die wichtigsten Hersteller von Lävulinsäure sind:
Anhui Herman Impex Co Ltd, Avantium, Biofine International Inc., CSPC Pharmaceutical Group, DuPont, GF Biochemicals GmbH, Great Chemicals Co. Ltd., Guannan East Chemical, Haihang Industry Co. Ltd., Hebei Yanuo, Hefei TNJ Chemical Industry Co. Ltd., Heroy Chemical Industry Co. Ltd, Langfang Falke, LangFang Hawk, Langfang Triple Well Chemicals Co. Ltd, Maroon Group, Penta Manufacturing Company, Simagchem Corporation, Synerzine Inc, Zhonglan Industry Co. Ltd, Zibo Changlin Chemical, Zibo Shuangyu.